# F1 2014 (jogo eletrônico)
F1 2014 é um jogo eletrônico de corrida baseado na Temporada de Fórmula 1 de 2014, foi desenvolvido pela Codemasters Birmingham e publicado pela Codemasters para Playstation 3, Microsoft Windows e Xbox 360.

## Características
É o sétimo jogo Formula One produzido pelo estúdio. O jogo conta com a equipe e motorista line-ups a partir da Temporada de 2014, assim como a Red Bull Ring e o novíssimo Autódromo de Sóchi.
Foi relatado em agosto de 2014, que o jogo irá permitir aos jogadores escolher qualquer equipe para dirigir no modo de carreira, em vez de fazer o início jogador em uma equipe mais para baixo da grade e trabalhar seu caminho para cima, como em outros títulos. O jogo apresenta 19 circuitos com onze equipes. Uma falha do jogo é a ausência da opção de escolher um número para utilizar ao longo da carreira,regra que passou a valer à partir da temporada 2014.

## Lançamento
F1 2014 foi lançado em 16 outubro de 2014 na Austrália, 17 outubro, 2014 na Europa e 21 de outubro de 2014 na América do Norte para PlayStation 3, Xbox 360 e Microsoft Windows.